# Presa (Piedimonte Etneo)
Presa ('a Prisa in siciliano) è una frazione del comune di Piedimonte Etneo, in provincia di Catania.

## Geografia fisica
Presa si trova sul versante nord orientale dell'Etna, a circa 3 km a monte del capoluogo Piedimonte Etneo e a 600 metri di altitudine, occupando con il suo abitato la piccola valle posta ai piedi del Monte Finocchio, collina argillosa ricoperta di querce e castagni. Proprio dalle profondità di questi terreni di origine vulcanica sgorga l'acqua, la ricchezza di Presa, una delle migliori e più pure tra quelle etnee. A sud del paese, oltre il torrente Santa Venera che segna il confine con il territorio del comune di Mascali, si estende l'antica Sciara di Scorciavacca, campo lavico di un'eruzione avvenuta nel periodo tra l'anno 1000 ed il 1300, tagliata in mezzo dalla provinciale Presa - Montargano. Il paesaggio, urbanizzato solo in minima parte, conserva ancora intatte molte delle sue caratteristiche naturali.

## Storia

### Le origini

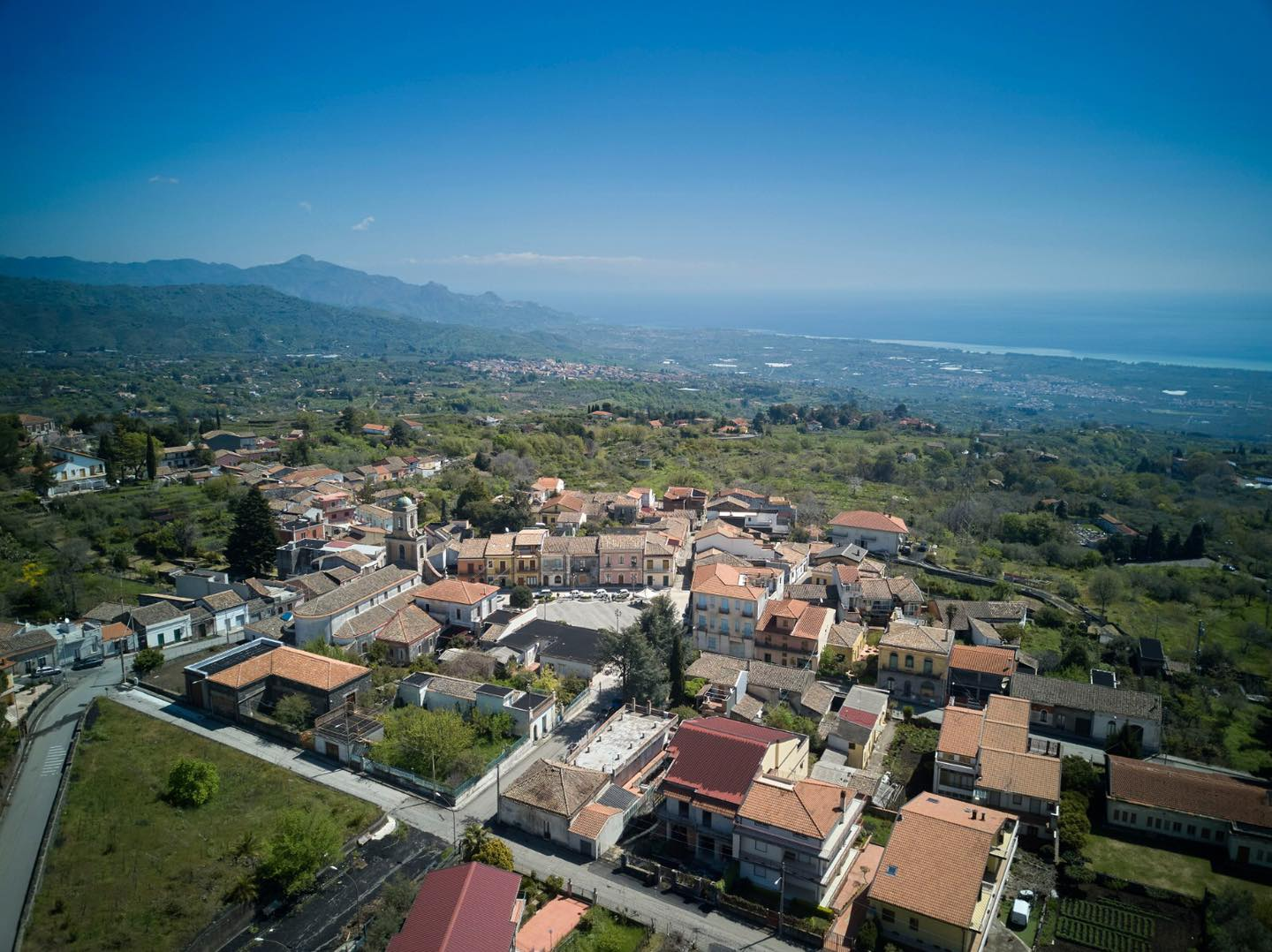
L'abitato di Presa fotografato dall'alto, sullo sfondo Piedimonte Etneo, Taormina ed il mar Ionio

Le prime notizie sul territorio di Presa intersecano storia e leggenda: nel 597 a Vena, borgata a pochi chilometri da Presa, un gruppo di monaci di regola basiliana fondò su di un "terreno alpestre" uno dei sei monasteri voluti da Gregorio Magno in Sicilia, dedicandolo a Sant'Andrea. Nel 1135, sotto il regno di Ruggero II, il castello di Calatabiano con le sue pertinenze tra cui i feudi di Fiumefreddo, Lenza e San Basilio, l'antica denominazione del territorio di Presa, è elevato a baronia.
I Gravina, famiglia nobiliare spagnola, si assicurarono il possesso della baronia per la prima volta nel 1398, tuttavia, dopo alterne vicende, persero la titolarità di Fiumefreddo e San Basilio in favore dei Parisi, dei Mancuso e dell'Università di Linguaglossa. Il documento con cui, nel 1613, Giovanni Mancuso chiese al viceré duca di Ossuna licenza di "abitare" i feudi, attesta la presenza di vari "arbitrij, mulini, trappeti e casalini" e fa cenno all'antico popolamento dell'area. Questa sezione del versante orientale dell'Etna doveva avere tutte le caratteristiche di fitto bosco di querce, castagni e macchia mediterranea diffusa: nel 1687, il principe Ignazio Sebastiano Gravina Cruyllas, fondatore di Piedimonte, affermava, come riportato nel suo memoriale, rivolto alla Corte di Palermo, "...giova che il feudo della "Bardella", ove sorgeva il casale di "Belvedere", di pertinenza della baronia di Calatabiano... posto nella valle dei boschi... trovasi molto fruttifera... con molte acque ed altro necessario all'umano sostentamento", questo per ottenere la licentia populandi utile a fondare il paese.
Deriva proprio dalla nascita di Piedimonte l'interesse dei Gravina per il feudo di San Basilio, storicamente noto per le sue risorse idriche e boschive. Nel 1726 Ferdinando Francesco Gravina Cruyllas divenne barone di Fiumefreddo, San Basilio e Lenza dopo la transazione con Francesco Mancuso Lazzari. Il principe fece costruire un doppio acquedotto, che convogliava, in prossimità del monte Finocchio, le acque di San Basilio per fini irrigui e potabili e le diramava in tutte le terre della baronia. Tale luogo, con boschi, pascoli e frutteti, intensamente coltivato e punteggiato da numerosi "mulini, casalini, botteghe", dal giorno in cui si effettuò il prelievo dell'acqua, fu chiamato la Presa dell'acqua e costituisce il nucleo storico-urbanistico originario della frazione. Sono ancora esistenti alcuni elementi architettonici  dell’acquedotto Cruyllas, come alcune arcate ben conservate, nel centro abitato e lungo la strada provinciale 68 Piedimonte-Presa in contrada Zappello di Campagna.

### XIX secolo

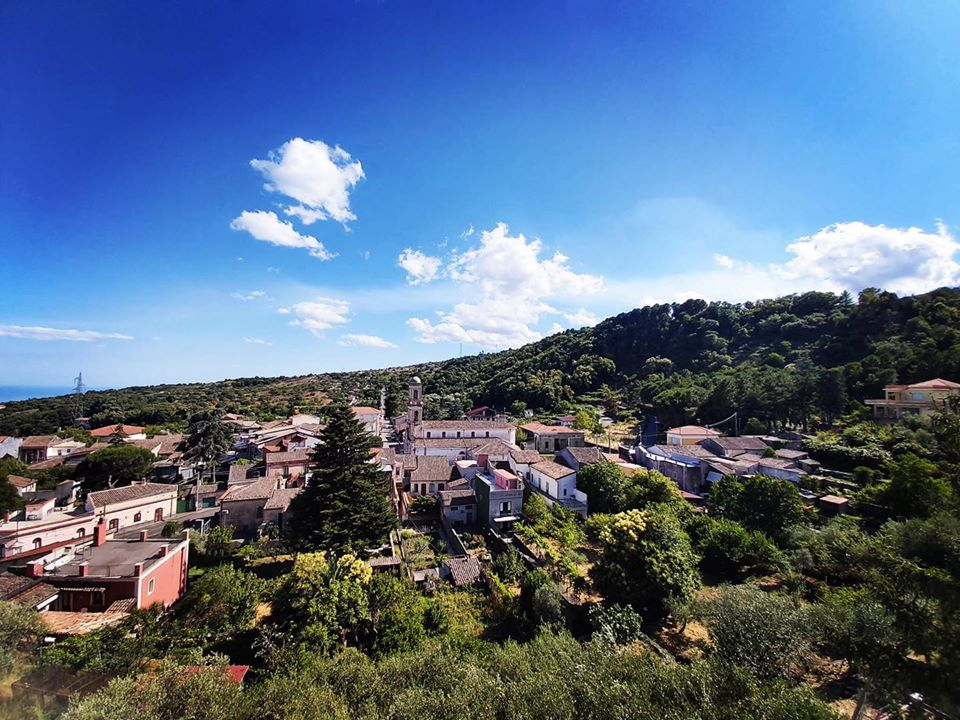
Panorama di Presa

Grazie alle peculiarità ed alla ricchezza di risorse naturali del luogo, Presa fu oggetto di rapido incremento demografico: giunsero numerose famiglie dai paesi vicini e nuovi proprietari che beneficiarono delle concessioni terriere da parte dei feudatari, cominciate nel 1790 con il principe Salvatore Gravina, sotto forma di colonia parziaria ed enfiteusi. La borgata divenne rigoglioso centro agricolo dotato di un particolare clima collinare (inverni non troppo rigidi ed estati mai aride) in cui principale attività divenne la coltivazione della vite, seguita da quella degli alberi da frutto. Per primi vent'anni del XIX secolo, la borgata di Presa dipese dal punto di vista amministrativo e religioso dal Comune di Fiumefreddo di Sicilia, istituito nel 1801, ciò che, dopo le riforme amministrative del 1817 introdotte dalla restaurata monarchia borbonica e la nascita dei comuni, apparve a molti come una ingiustizia. Nel 1821 gli abitanti di San Basilio chiesero la separazione da Fiumefreddo e l'aggregazione a Piedimonte, vista la vicinanza geografica e culturale con la cittadina fondata dai Gravina. Nel 1826, dopo l'invio delle istanze da parte delle popolazioni e da parte del sindaco di Piedimonte Domenico Voces Todaro alla Corte di Napoli, il re Ferdinando I acconsentì alla richiesta e con suo sovrano rescritto dell'11 luglio riunì "i borghigiani di San Basilio" per gli atti religiosi e civili al Decurionato di Piedimonte. A nulla valse l'opposizione di Fiumefreddo.

### XX secolo
Nel 1908 il terremoto di Messina con il suo scompiglio tellurico causò la scomparsa della storica sorgente della Presa dell'acqua, risparmiando però il Cavo Nuovo che non subì danni in quell'occasione e continuò a rendersi utile, seppur con quantitativi minori di emissione. Nel 1926 venne poi trovata una nuova sorgente nella proprietà di don Giacomo Ragonese, primo parroco di Presa, venduta nel 1931 all'Amministrazione comunale di Piedimonte Etneo in concorso con quella di Linguaglossa. 

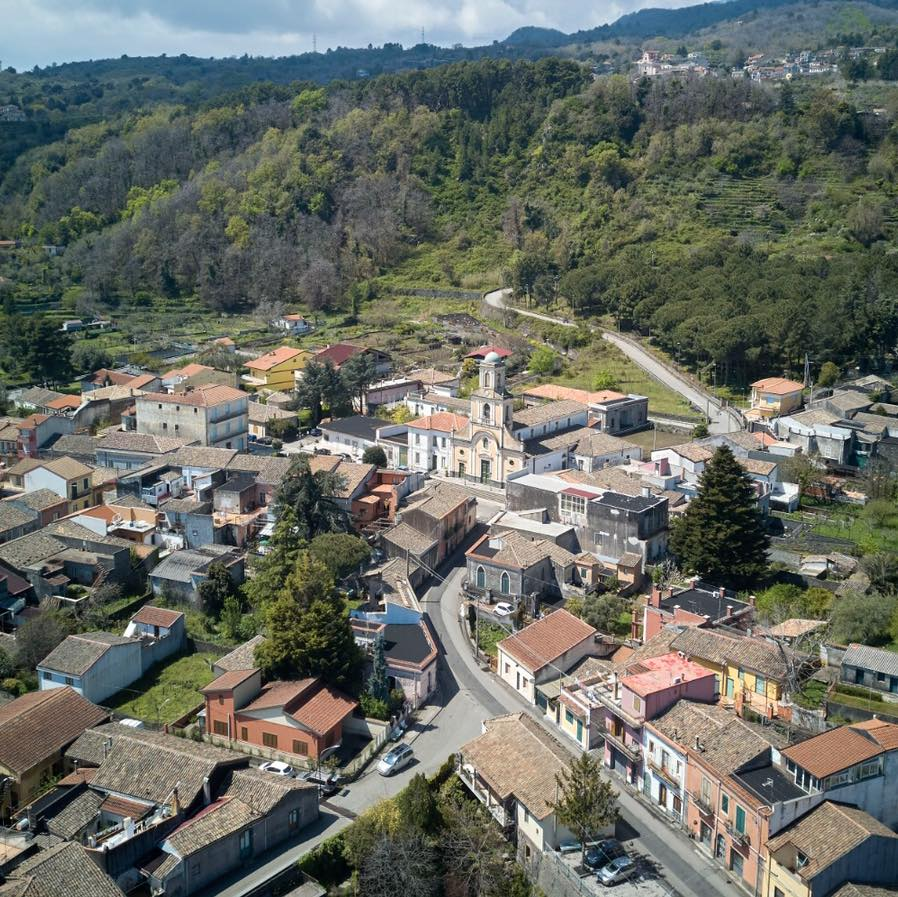
Il borgo di Presa

Tra il 1909 e il 1913 fu ultimata la rotabile Piedimonte Etneo-Presa che sostituì l'antica e ripida mulattiera, al termine di un dibattito fatto di rinvii e proposte che si trascinava addirittura dal 1844. Nel 1920 aprì l'ufficio postale e nel 1924 iniziò a funzionare quello telegrafico. Dopo la seconda guerra mondiale, Presa conobbe un incessante sviluppo civile ed economico. Come nel resto d'Italia, alla ricostruzione seguì la crescita, che portò alla realizzazione nel 1948 della rete idrica, nel 1954 del Camposanto e nel 1967 all'apertura delle scuole elementari e materne e di una farmacia. Acquistò inoltre piena autonomia l'ufficio postale. Intenso poi lo sviluppo urbanistico: tra il 1953 e il 1954 il centro storico con la piazza Maria SS. delle Grazie, cuore pulsante di Presa, fu allargato e rimodernato raggiungendo l'attuale assetto simile a quello di un suggestivo teatro a cielo aperto. Del 1961 è la realizzazione del Belvedere intitolato a Papa Giovanni XXIII e del 1971 quella della piazza Aldo Moro all'ingresso del paese. L'apertura poi di varie strade, come la Presa-Montargano nel 1970, e il riassetto di altre vie permisero lo sviluppo di Presa regolare e ben distribuito nella valletta dove sorge. Nel 1981 fu edificato l'impianto sportivo della frazione nel Parco Regionale "Monte Finocchio", istituito nel 1969 a protezione del secolare patrimonio boschivo del feudo di San Basilio. Il Parco nel 1996 fu danneggiato da un grave evento franoso causato sia dalla natura geologicamente instabile dei terreni, sia dal selvaggio disboscamento. La frana seppellì interamente l'impianto sportivo annesso al Parco: a seguito di tale evento, furono realizzate delle opere per la messa in sicurezza dell'area e l'ex bocciodromo del paese fu convertito in campo da calcio.

### Età contemporanea
A partire dagli anni '70 del XX secolo Presa, da centro essenzialmente rurale, si trasformò in località di villeggiatura. Se d'inverno si assiste ad un periodo di calma, con maggiore importanza data alle tradizionali attività dell'allevamento e dell'agricoltura, nei mesi estivi Presa è affollata da visitatori e turisti, attirati dalla salubrità dei luoghi e delle sorgenti d'acqua, oltre che dalla bellezza storica ed artistica e dalla possibilità di varie esperienze naturalistiche tra mare ed Etna.

## Monumenti e luoghi d'interesse

### Architetture religiose

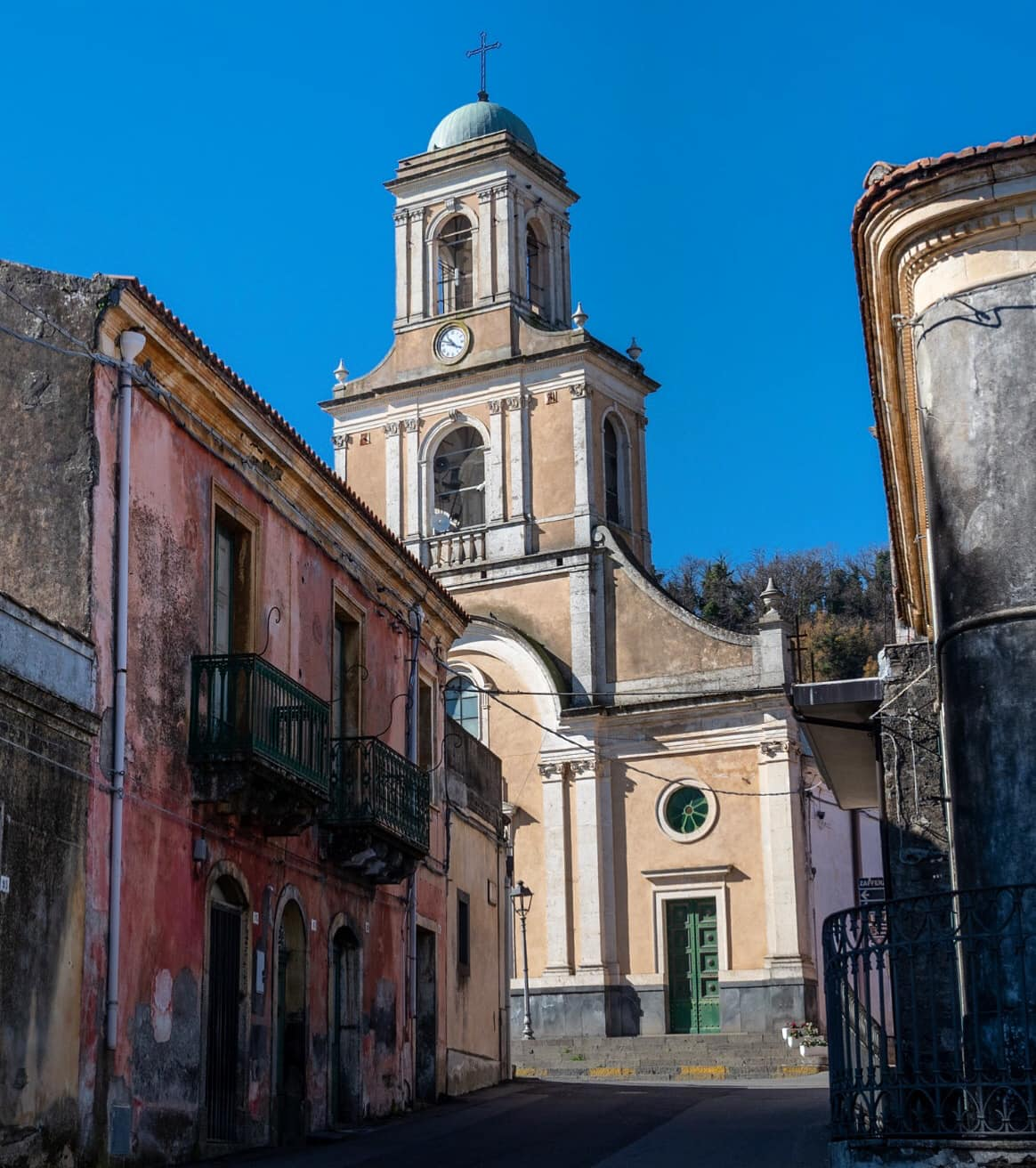
La chiesa di Maria Santissima delle Grazie (1873) fotografata da via Ragonesi

La nascita di un nuovo aggregato urbano sul versante est dell'Etna, la borgata di Presa, fu simbolicamente sancita dalla costruzione, nel 1846, della prima chiesa al servizio del centro abitato, di cui il Comune di Piedimonte curò fabbricazione e successive spese di culto. L'edificio, nel 1873, fu ampliato con due ali laterali, assumendo l'aspetto odierno e ricalcando quello stile neoclassico nell'architettura e negli ornamenti che si ritrova e la collega idealmente alla chiesa madre di Piedimonte. Da rurale quindi, la chiesa divenne, con decreto vescovile, sacramentale e fu dedicata alla Madonna delle Grazie; fu eretto un fonte battesimale ed il primo febbraio del 1875 si celebrò il primo matrimonio. Presa, tuttavia, rimaneva legata alla parrocchia di Piedimonte per tutte le formalità burocratiche. L'aspirazione di quella comunità all'autonomia religiosa e spirituale divenne realtà nel 1922, quando fu eretta la parrocchia di Presa.

## Geografia antropica

### Presa Superiore

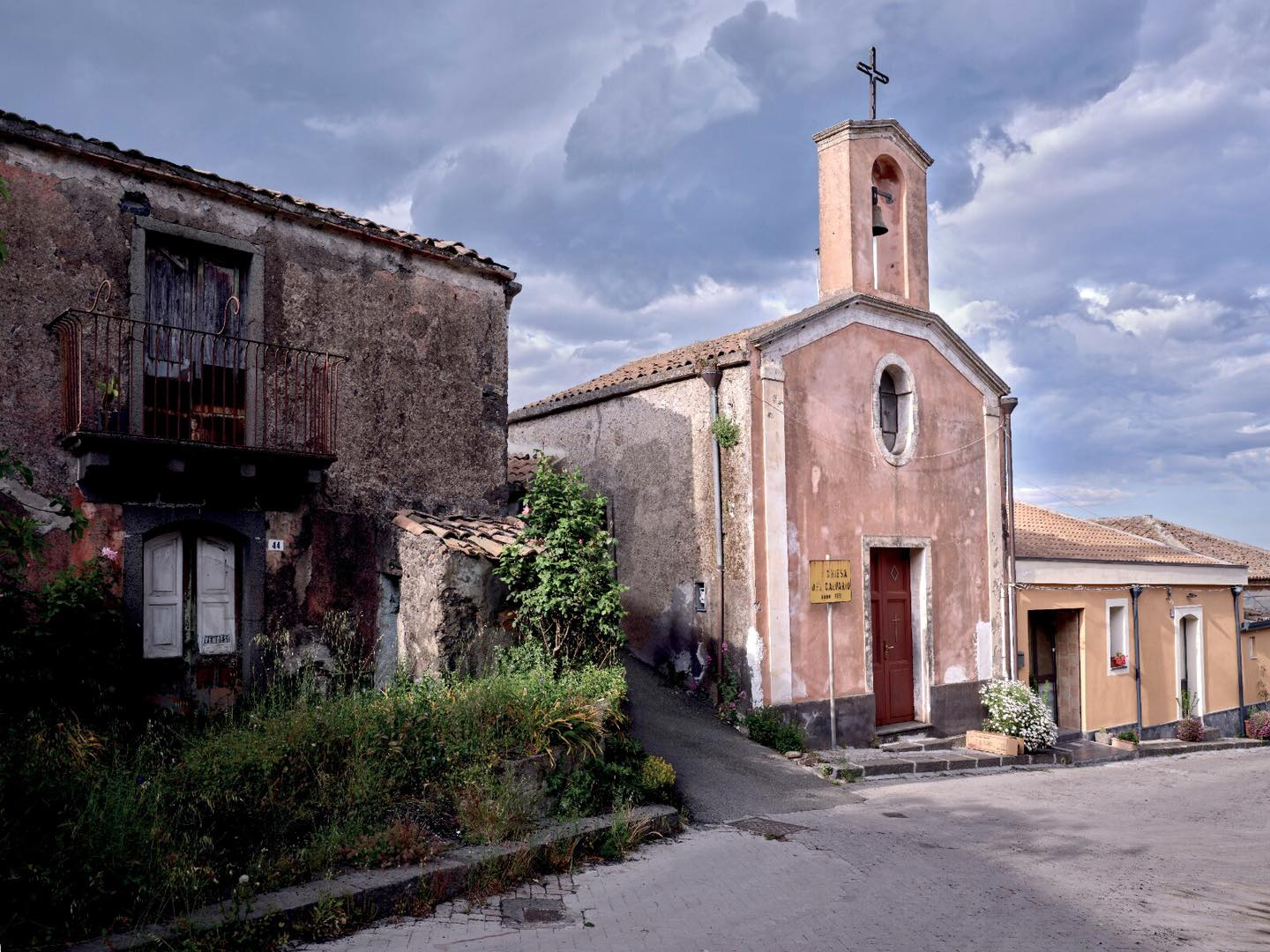
La chiesa del Calvario nel quartiere di Presa superiore

Il quartiere di Presa Superiore ('a Prisa i supra in siciliano), così detto perché posto a monte dell'agglomerato principale, rappresenta il nucleo urbano originario della frazione pedemontana. Si sviluppa lungo la via Calvario, una parte dell'antico tracciato che conduceva al Santuario di Vena, che si inerpica sulla parte nord del Monte Finocchio giungendo a collegarsi con la S.p. 68 Piedimonte-Presa-Vena. Nel 1931 a Presa Superiore fu edificata una chiesetta, intitolata al Calvario, restaurata durante l'ultimo decennio del XX secolo, e oggi apprezzato luogo di meditazione e ritiro spirituale. Fu proprio a Presa Superiore che si stabilirono i primi coloni al servizio dei Gravina Cruyllas, vista la presenza della sorgente del Cavo Vecchio. I pochi abitanti del quartiere, che nel corso del tempo ha inevitabilmente perso la sua importanza per varie cause tra cui la difficile collocazione geografica, nel mese di luglio celebrano la festa della Madonna del Carmelo, a dimostrazione di una identità, seppur limitata al piano religioso, mantenuta ancora dall'abitato.

## Società

### Religione
La religione di gran lunga più professata è quella cristiana nella sua confessione cattolica. Presa è soggetta alla diocesi di Acireale, suffraganea dell'arcidiocesi di Catania. Il culto principale è quello di Maria Santissima delle Grazie.

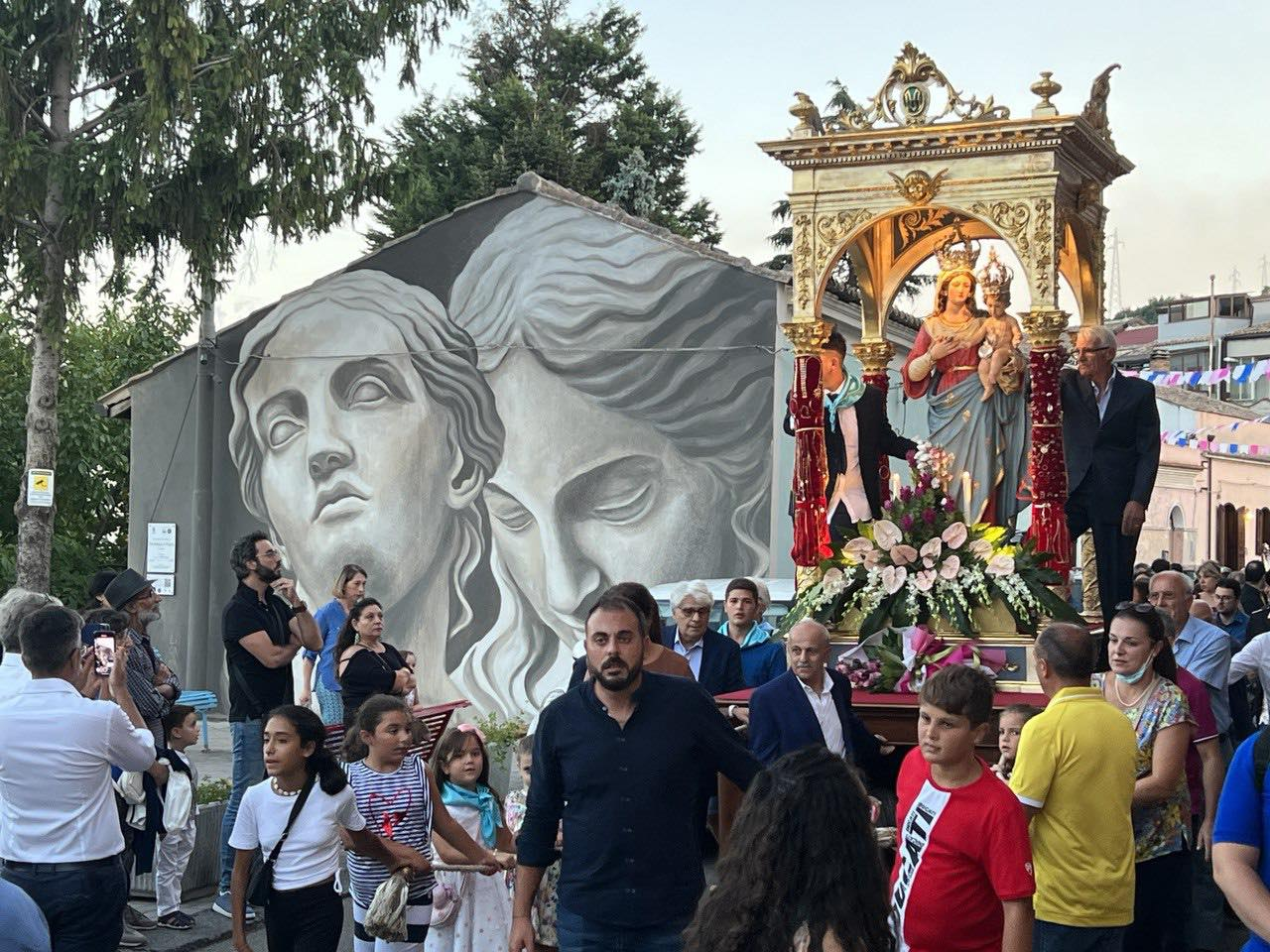
Il fercolo con la tardo ottocentesca statua lignea della Madonna delle Grazie in via Ragonesi, durante la tradizionale processione

## Cultura

### Teatro
L'attività teatrale riveste a Presa un ruolo importante: la locale compagnia "Le tre fontane di Presa",  nata negli anni '80, è ormai un'affermata compagnia regionale.

### Eventi
Ogni anno i festeggiamenti in onore della patrona Maria Santissima delle Grazie hanno inizio nel corso della prima domenica di agosto, per concludersi solennemente la domenica successiva. Durante la settimana di preparazione, tradizione vuole che si tengano delle celebrazioni eucaristiche nelle principali piazze del paese (piazza Giovanni XXIII, piazza Aldo Moro, cimitero) ed un'asta, in piazza Maria SS. delle Grazie, di prodotti casarecci e tipicità del territorio. La domenica della festa, il fercolo con il simulacro della Madonna delle Grazie - una statua lignea risalente alla fine del XIX secolo - viene portato in processione per le vie di Presa. In concomitanza con i festeggiamenti della patrona, viene predisposto dai comitati cittadini un lungo calendario di eventi, spettacoli in piazza e momenti culturali e sportivi, vale a dire la manifestazione "Un Agosto a Presa", ideata nel 1965.
L'"Appuntamento Gastronomico"', ricorrente nel mese di luglio, rappresenta invece il tributo che la frazione etnea offre alle tradizioni culinarie siciliane, portando in piazza il nerello mascalese locale ed il pane condito fatto in casa. Dopo diversi anni di mancate iniziative, la manifestazione è stata ripristinata a cura delle associazioni “Il Borgo di Presa” e Pro loco Presa.

## Galleria d'immagini

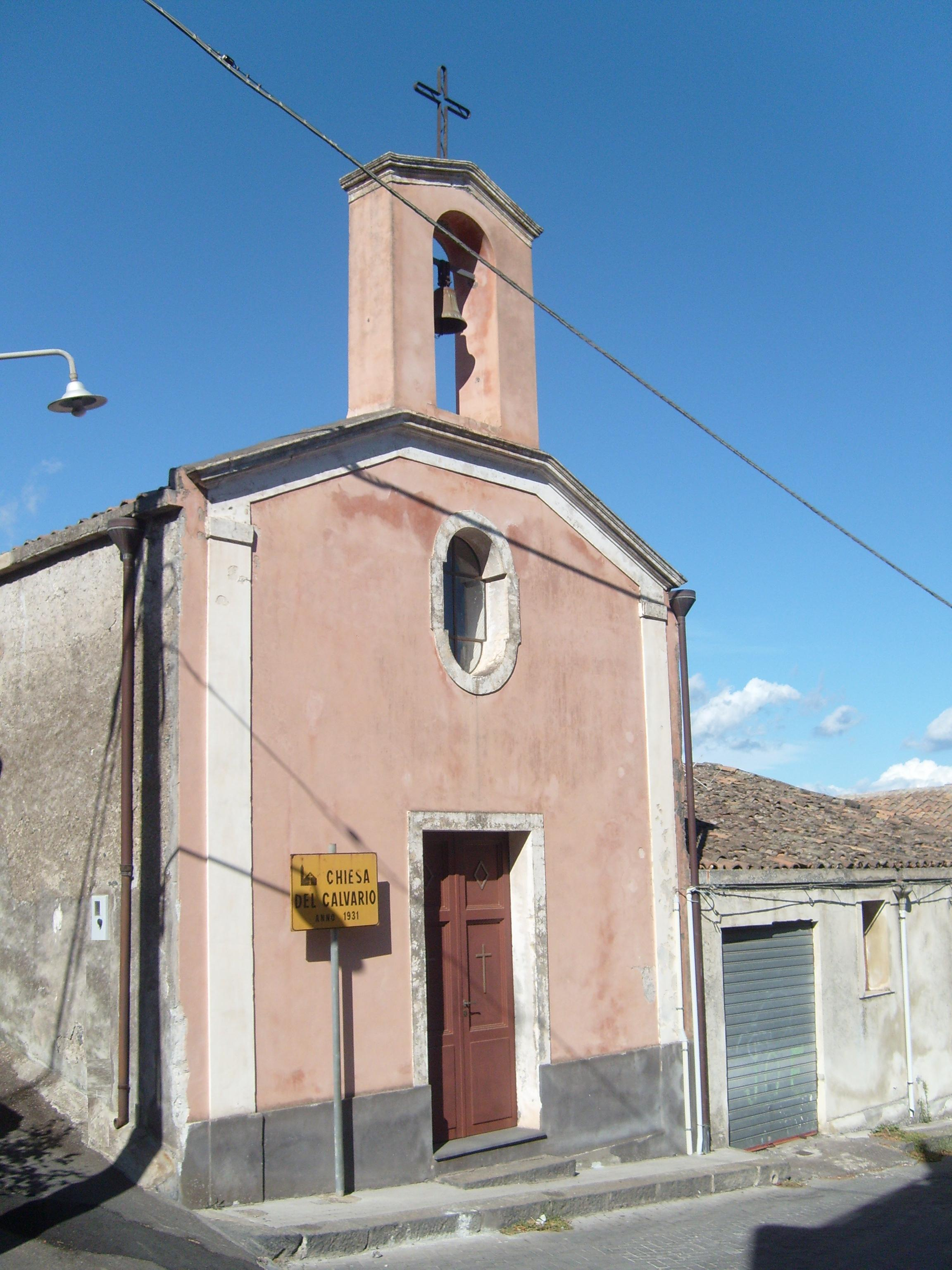
Chiesa del Calvario (1931) a Presa Superiore
Uno scorcio del centro storico in una foto d'epoca
Chiesa Maria SS. delle Grazie, foto d'epoca